# Torseur
Pour les articles homonymes, voir Torseur (homonymie).
Ne doit pas être confondu avec tenseur.
Un torseur est un objet mathématique utilisé principalement en mécanique du solide indéformable, pour décrire les mouvements des solides et les actions mécaniques qu'ils subissent de la part d'un environnement extérieur.
Son nom fait référence à la forme des lignes de champ du champ de vecteurs correspondant, en forme de torsade.

## Approche par la mécanique
Un certain nombre de vecteurs utilisés en mécanique sont des moments : moment d'une force, moment cinétique, moment dynamique. Les champs de moments possèdent des propriétés communes, et peuvent être modélisés par un même objet mathématique appelé « torseur ».
Si l'on s'intéresse au modèle du solide indéformable, le fait que la distance entre deux points ne varie pas fait que le champ des vitesses d'un tel solide est également un torseur.
Parmi ces propriétés communes, les torseurs peuvent être décrits par seulement trois paramètres, un point et deux vecteurs, appelés  « éléments de réduction ». Cela permet de  « résumer » tout un champ vectoriel par trois paramètres vectoriels, ou, si l'on considère les trois composantes des vecteurs, par neuf paramètres scalaires.
D'un point de vue pratique, le torseur peut être vu comme un formalisme, une manière de décrire un champ vectoriel. Ce formalisme fournit des outils simplifiant la résolution de problèmes, en particulier si l'on utilise le modèle des liaisons cinématiques parfaites.

## Définition

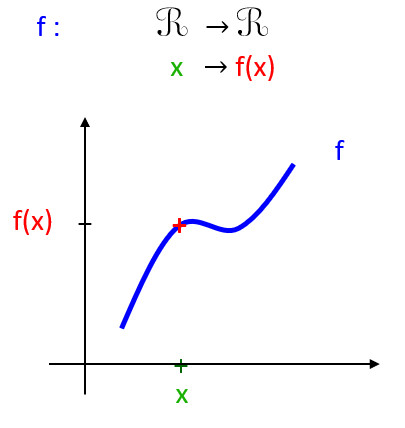
Un torseur est une fonction. Il y a le même lien entre le torseur V et V(A) que entre f et f(x).

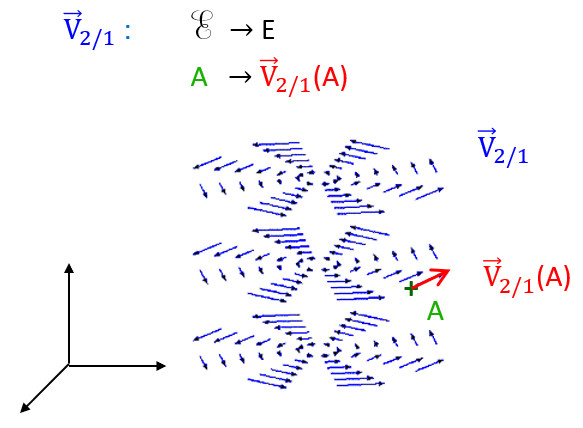
Un torseur est une fonction : un champ. À tout point A (antécédant) on associe un vecteur (image).

Définition
Un torseur {\displaystyle {\mathcal {T}}} est un champ de vecteurs équiprojectif défini sur un espace affine euclidien {\displaystyle {\mathcal {E}}} de dimension 3 à valeurs vectorielles. Un espace affine {\displaystyle {\mathcal {E}}} est un ensemble non vide construit sur un espace vectoriel {\displaystyle E}, également de dimension 3, pour lequel on admet les translations comme automorphismes. En mécanique, l'espace affine {\displaystyle {\mathcal {E}}} est l'espace réel {\displaystyle {\mathcal {A}}(\mathbb {R} ^{3})}.
Vocabulaire
Soit un point {\displaystyle \mathrm {P} } de {\displaystyle {\mathcal {E}}}. La valeur {\displaystyle {\mathcal {T}}(\mathrm {P} )} que prend le champ en ce point est appelée « moment du torseur {\displaystyle {\mathcal {T}}} au point {\displaystyle \mathrm {P} } ».
Notation
En mécanique, on note en général {\displaystyle {\overrightarrow {T}}(P)={\mathcal {T}}(\mathrm {P} )}.
Applications
En mécanique, l'espace affine {\displaystyle {\mathcal {A}}(\mathbb {R} ^{3})} correspond à l'espace réel dans lequel le vecteur nul ne joue plus aucun rôle particulier. Chaque vecteur de l'espace vectoriel de départ devient un simple point de l'espace.
Le torseur {\displaystyle {\mathcal {T}}} peut être le champ des moments d'une force, des moments cinétiques ou dynamiques d'un solide quelconque, ou bien le champ des vecteurs vitesse d'un solide indéformable.

## Propriétés

### Endomorphisme antisymétrique
Le torseur {\displaystyle {\mathcal {T}}} est donc une application de {\displaystyle {\mathcal {E}}} dans {\displaystyle E}.
{\displaystyle {\mathcal {T}}} est une application affine dont la partie linéaire est un endomorphisme antisymétrique de {\displaystyle E}.

### Équiprojectivité

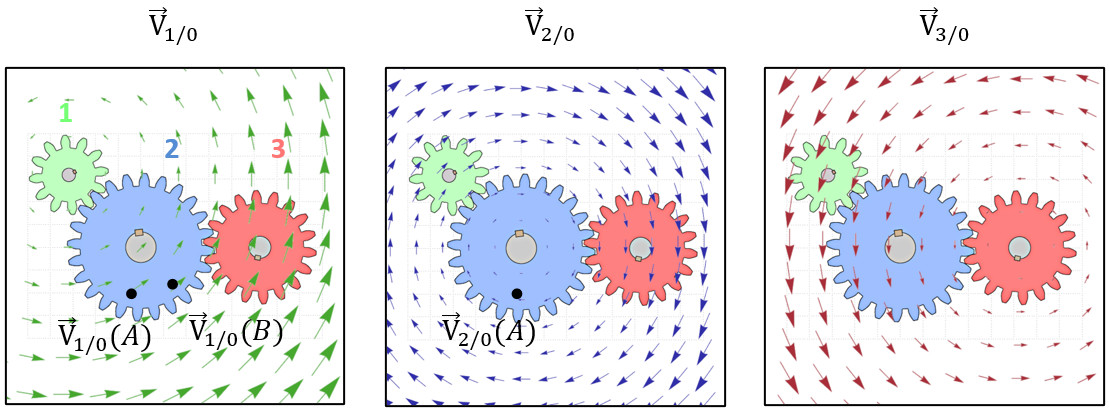
Exemple de torseur dans un train d'engrenages simples. On définit une fonction par roue dentée.

Par définition, un torseur est un champ équiprojectif. Il possède donc évidemment la propriété d'équiprojectivité :
{\displaystyle \forall (\mathrm {A} ,\mathrm {B} )\in {\mathcal {E}}^{2}\qquad {\overrightarrow {M}}(A)\cdot {\overrightarrow {\mathrm {AB} }}={\overrightarrow {M}}(B)\cdot {\overrightarrow {\mathrm {AB} }}}
où ⋅ désigne le produit scalaire. 
L'équiprojectivité du champ des vitesses d'un solide indéformable est la propriété fondamentale décrivant le comportement cinématique de ces corps.

### Résultante et réduction
Relation de Varignon (règle de transport des moments) (Ram 1987, p. 280) — Soit {\displaystyle {\mathcal {T}}} un torseur sur {\displaystyle {\mathcal {E}}}. Il existe un unique vecteur {\displaystyle {\overrightarrow {\mathcal {R}}}\in E} vérifiant :
{\displaystyle \forall (\mathrm {A} ,\mathrm {B} )\in {\mathcal {E}}^{2}\qquad {\mathcal {T}}(\mathrm {B} )={\mathcal {T}}(\mathrm {A} )+{\overrightarrow {\mathrm {BA} }}\wedge {\overrightarrow {\mathcal {R}}}}
On dit que {\displaystyle {\overrightarrow {\mathcal {R}}}} est la « résultante » (ou « le vecteur ») de {\displaystyle {\mathcal {T}}}.
Réciproque : si {\displaystyle {\mathcal {T}}} est une application de {\displaystyle {\mathcal {E}}} dans {\displaystyle E} et qu'il existe un point {\displaystyle \mathrm {A} \in {\mathcal {E}}} et un vecteur {\displaystyle {\overrightarrow {\mathcal {R}}}\in E} vérifiant :
{\displaystyle \forall \mathrm {B} \in {\mathcal {E}}\qquad {\mathcal {T}}(\mathrm {B} )={\mathcal {T}}(\mathrm {A} )+{\overrightarrow {\mathrm {BA} }}\wedge {\overrightarrow {\mathcal {R}}}}
alors {\displaystyle {\mathcal {T}}} est un torseur sur {\displaystyle {\mathcal {E}}} et {\displaystyle {\overrightarrow {\mathcal {R}}}} en est la résultante.
Un moyen mnémotechnique de la retenir est la dénomination « formule de BABAR » :
{\displaystyle {\overrightarrow {\mathcal {M}}}(B)={\overrightarrow {\mathcal {M}}}(A)+{\overrightarrow {\mathrm {BA} }}\wedge {\overrightarrow {\mathcal {R}}}}.
Un torseur est donc déterminé par deux vecteurs, constituant sa « réduction » en un point quelconque P de l'espace, à savoir :
- La résultante  {\displaystyle {\overrightarrow {\mathcal {R}}}} ; ce vecteur est unique et indépendant du point de réduction ;
- le moment en P du torseur, {\displaystyle {\overrightarrow {\mathcal {M}}}(P)}.

La résultante est un vecteur caractéristique du champ qui permet, à partir du moment en un point particulier, de retrouver les autres moments. De ce fait, les torseurs forment parmi les champs de vecteurs un sous-espace de dimension 6.
On écrit alors :
{\displaystyle {\overrightarrow {\mathcal {M}}}={\begin{Bmatrix}{\overrightarrow {\mathcal {R}}}\\{\overrightarrow {\mathcal {M}}}(P)\end{Bmatrix}}}
ou, en projetant la résultante et le moment sur une base orthonormée {\displaystyle {\mathcal {B}}} :
{\displaystyle {\overrightarrow {\mathcal {M}}}={\begin{Bmatrix}\mathrm {X} &\mathrm {L} \\\mathrm {Y} &\mathrm {M} \\\mathrm {Z} &\mathrm {N} \end{Bmatrix}}_{\mathrm {P} ,{\mathcal {B}}}}
où X, Y, Z sont les coordonnées de la résultante et L, M, N les coordonnées du moment. Ces coordonnées sont appelées « coordonnées plückeriennes » (du mathématicien allemand Julius Plücker).

### Axe d'un torseur
Considérons un torseur de résultante {\displaystyle {\overrightarrow {\mathcal {R}}}} non nulle. Alors on montre que les points P tels que {\displaystyle {\overrightarrow {\mathcal {M}}}(P)} soit colinéaire à {\displaystyle {\overrightarrow {\mathcal {R}}}} forment une droite appelée axe central du torseur. Cet axe central existe et est unique pour tout torseur, sauf dans le cas particulier du couple et du torseur nul, où la résultante est nulle. Dans le cas d'un glisseur, les moments sur l'axe central sont nuls.
Pour le torseur cinématique d'un solide (dont les moments sont les vitesses des points du solide), la résultante est le vecteur instantané de rotation. Le mouvement du solide est en général la superposition d'un mouvement de rotation et d'un mouvement de translation parallèlement à l'axe de rotation instantané (vissage). Les points du solide en translation sont précisément les points de l'axe central du torseur cinématique.

### Invariant scalaire
L'invariant scalaire, parfois appelé automoment, est le produit scalaire de la résultante et du moment d'un torseur. Il est constant en tout point de l'espace pour un torseur donné.

### Vecteurs vrais et pseudovecteurs
Le champ vectoriel (le champ des moments) et la résultante sont liés par un produit vectoriel. Les vecteurs de déplacement  — de type {\displaystyle {\overrightarrow {\mathrm {AB} }}} avec {\displaystyle \mathrm {A} ,\mathrm {B} \in {\mathcal {E}}} — étant toujours des vecteurs vrais, alors :
- si les moments sont des vecteurs vrais, la résultante est un pseudovecteur (cas du torseur cinématique) ;
- si les moments sont des pseudovecteurs, la résultante est un vecteur vrai (cas des torseurs des actions mécaniques, cinétique et dynamique).

## Types de torseurs

### Torseur nul
Le champ de vecteurs nuls s'appelle le torseur nul. Il est noté {0} (à ne pas confondre avec le singleton zéro).

### Torseur couple

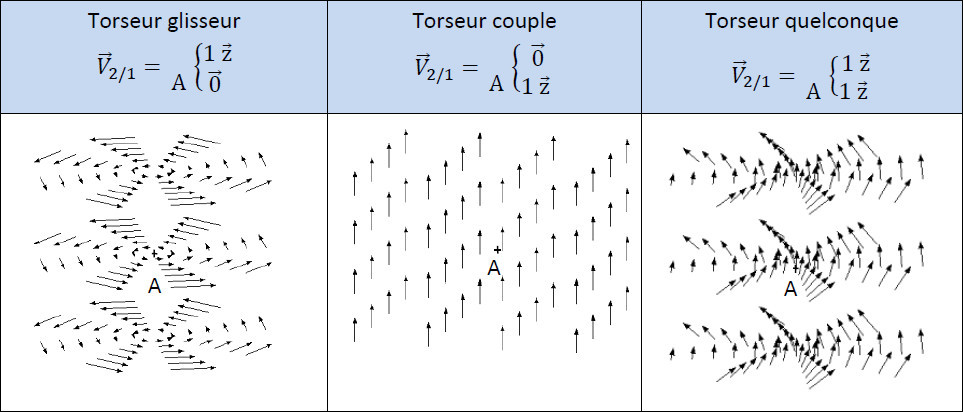
Exemples de torseur glisseur, couple et quelconque

Un couple est un champ vectoriel uniforme, donc représenté par un torseur dont la résultante est nulle.
{\displaystyle \forall (\mathrm {A} ,\mathrm {B} )\in {\mathcal {E}}^{2},{\overrightarrow {\mathcal {M}}}(A)={\overrightarrow {\mathcal {M}}}(B)\Leftrightarrow {\overrightarrow {\mathcal {R}}}={\overrightarrow {0}}}

### Glisseur
Un glisseur est un torseur dont le champ des moments s'annule en au moins un point (de manière équivalente, c'est un torseur d'invariance nulle et de résultante non nulle).
{\displaystyle \exists \mathrm {A} \in {\mathcal {E}},{\overrightarrow {\mathcal {M}}}(A)={\overrightarrow {0}}}.
Dans ce cas, en un autre point quelconque O il vient, du fait de la relation de transport des moments:
{\displaystyle \forall \mathrm {O} \in {\mathcal {E}},{\overrightarrow {\mathcal {M}}}(O)={\overrightarrow {\mathrm {OA} }}\wedge {\overrightarrow {\mathcal {R}}}},
aussi le point A apparaît comme le "point d'application" de la résultante: ce concept est couramment utilisé pour les forces en physique (e.g. le poids). Il est cependant évident que si {\displaystyle {\overrightarrow {\mathrm {OA} }}} est colinéaire à {\displaystyle {\overrightarrow {\mathcal {R}}}}, {\displaystyle {\overrightarrow {\mathcal {M}}}(O)={\overrightarrow {0}}}, donc pour un glisseur tous les points situés sur la droite portant la résultante ont un moment nul. Il est possible de faire "glisser" le point d'application de {\displaystyle {\overrightarrow {\mathcal {R}}}}, d'où le nom.
Exemple: si le champ de pesanteur est supposé uniforme, le torseur des actions lié au poids d'un corps est un glisseur. En effet dans ce cas la résultante s'écrit: {\displaystyle {\overrightarrow {\mathcal {R}}}=\sum _{i}{m_{i}{\overrightarrow {g}}(M_{i})}=(\sum _{i}m_{i}){\overrightarrow {g}}}, la sommation portant sur l'ensemble des points {\displaystyle M_{i}} du corps. Il est alors facile de voir que le moment du poids en un point O quelconque s'écrit {\displaystyle {\overrightarrow {\mathrm {\sigma } }}(O)={\overrightarrow {\mathrm {OG} }}\wedge (m{\overrightarrow {g}})={\overrightarrow {\mathrm {OG} }}\wedge {\overrightarrow {P}}}, m étant la masse totale du corps et G le centre de masse de celui-ci. 
Il est évident que le moment est nul en G, qui est donc le point d'application du poids, et il sera nul en tout point de la droite d'action du poids: le torseur correspondant se réduira donc à un glisseur.
En revanche si le champ de pesanteur {\displaystyle {\overrightarrow {g}}(M_{i})} ne peut plus être considéré comme uniforme, par exemple si les dimensions du corps considérés sont assez grandes, il n'y a aucune raison que le moment ne s'annule en un point et que le torseur correspondant se réduise à un glisseur.

### Torseur quelconque
Un torseur quelconque est un torseur d'invariant scalaire non nul (produit scalaire de la résultante et du moment). Un torseur quelconque peut se décomposer en une infinité de combinaisons d'un torseur couple et d'un glisseur.

## Opérations sur les torseurs
Un torseur étant un champ de vecteurs, on peut définir toutes les opérations sur les champs de vecteurs. La seule opération véritablement utilisée est la somme de deux torseurs.
Notons que la réduction d'une somme de torseurs en un point est la somme des réductions des torseurs en ce point :
soient un torseur {\displaystyle {\mathcal {T}}_{1}} de résultante {\displaystyle {\overrightarrow {\mathcal {R}}}_{1}} dont le moment au point A est {\displaystyle {\overrightarrow {\mathcal {M}}}_{1\ \mathrm {A} }}, et un torseur {\displaystyle {\mathcal {T}}_{2}} de résultante {\displaystyle {\overrightarrow {\mathcal {R}}}_{2}} dont le moment au point A est {\displaystyle {\overrightarrow {\mathcal {M}}}_{2\ \mathrm {A} }}.
Alors, {\displaystyle {\mathcal {T}}_{1}+{\mathcal {T}}_{2}} est le torseur de résultante {\displaystyle {\overrightarrow {\mathcal {R}}}_{1}+{\overrightarrow {\mathcal {R}}}_{2}} dont le moment en A est {\displaystyle {\overrightarrow {\mathcal {M}}}_{1}(A)+{\overrightarrow {\mathcal {M}}}_{2}(A)}.

## Torseurs couramment utilisés en mécanique

### Torseur des actions mécaniques
Le champ des moments d'une force par rapport à un point est un torseur, dit torseur des actions mécaniques. La résultante du torseur est la force. On peut par exemple formuler le principe d'Archimède avec les torseurs : 
« Le torseur des forces de pression est égal et opposé au torseur des forces de gravité dans le fluide considéré. »
Le torseur des actions mécaniques est beaucoup utilisé pour effectuer des calculs de mécanique statique pour un solide indéformable, de mécanique quasi-statique (approximation d'un problème dynamique où les effets dynamiques sont négligés et l'on considère que le système passe par une infinité d'états d'équilibre statique) ou encore des calculs de résistance des matériaux (statique du solide déformable). Il est également utilisé pour effectuer des calculs de dynamique contrairement à ce que son nom pourrait laisser penser, le principe fondamental de la dynamique utilisant ce torseur. 

### Torseur cinématique
Le champ des vitesses d'un solide indéformable en un instant donné est un torseur, appelé torseur cinématique du solide. La résultante est le vecteur instantané de rotation.

### Torseur cinétique
Soit A un point affecté d'une masse m et d'une vitesse {\displaystyle {\overrightarrow {\mathrm {V} }}} par rapport à un référentiel donné. Si l'on choisit un point P quelconque, on peut définir le moment cinétique de A par rapport à P par :
{\displaystyle {\overrightarrow {\mathrm {L} }}(\mathrm {A} )={\overrightarrow {\mathrm {PA} }}\wedge m{\overrightarrow {\mathrm {V} }}}.
Ce champ de vecteurs est un torseur appelé torseur cinétique de A. Sa résultante est la quantité de mouvement de A, ou impulsion, {\displaystyle m{\overrightarrow {\mathrm {V} }}}. Le calcul d'un torseur cinétique est souvent une étape intermédiaire pour calculer un torseur dynamique.

### Torseur dynamique
On définit de même le champ de moment dynamique
{\displaystyle {\overrightarrow {\mathrm {PA} }}\wedge m{\overrightarrow {a}}}
où {\displaystyle {\overrightarrow {a}}} est l'accélération de A.
Ce champ est un torseur appelé torseur dynamique. Sa résultante est le vecteur quantité d'accélération {\displaystyle m{\overrightarrow {a}}}.
La notion de moment dynamique permet de généraliser le principe fondamental de la dynamique (PFD) à la mécanique du solide, en prenant en compte la rotation propre du solide. Avec les torseurs, le PFD s'énonce ainsi :

« il existe un repère galiléen tel qu’à tout instant, le torseur dynamique du solide dans son mouvement par rapport à ce repère est égal au torseur des forces extérieures agissant sur le solide. »

### Torseur des petits déplacements
Le torseur des petits déplacements est principalement utilisé en métrologie. Sa résultante est une rotation et son moment est un déplacement. Ce torseur n'est valable que lorsque l'hypothèse des petits déplacements est vérifiée, c'est-à-dire lorsque les déplacements et les rotations sont petits. Cela permet notamment de linéariser les formules trigonométriques et ainsi de simplifier les calculs. Ils sont par exemple utilisés pour déterminer un plan des moindres carrés en fonction de plusieurs mesures de points pour vérifier les contraintes géométriques d'une pièce usinée. La vérification de conformité géométrique est un domaine se prêtant bien à l'utilisation de ces torseurs, car les défauts des pièces sont en général négligeables devant les dimensions des pièces étudiées.

### Torseur de cohésion
Le torseur de cohésion est un torseur statique utilisé pour modéliser les actions mécaniques internes dans l'étude des solides indéformables.

## Exemple d'utilisation
Soit un solide S en équilibre soumis à 2 forces : {\displaystyle {\overrightarrow {F}}_{1\to 2}} et {\displaystyle {\overrightarrow {F}}_{3\to 2}}.
On fait l'hypothèse de liaisons parfaites, on néglige la pesanteur s’exerçant sur le solide devant les actions de liaison.
On isole S.
On fait le bilan des actions mécaniques extérieurs (BAME) :
{\displaystyle {\mathcal {F}}(1\to 2)={\overrightarrow {M}}_{1\to 2}={\begin{array}{lcl}\\A\end{array}}{\begin{cases}{\overrightarrow {F}}_{1\to 2}\\{\overrightarrow {0}}\\\end{cases}}}
{\displaystyle {\mathcal {F}}(3\to 2)={\overrightarrow {M}}_{3\to 2}={\begin{array}{lcl}\\B\end{array}}{\begin{cases}{\overrightarrow {F}}_{3\to 2}\\{\overrightarrow {0}}\\\end{cases}}={\begin{array}{lcl}\\A\end{array}}{\begin{cases}{\overrightarrow {F}}_{3\to 2}\\{\overrightarrow {M}}_{3\to 2}(A)\\\end{cases}}}
On applique le théorème de l'équilibre (TE) :
{\displaystyle {\begin{cases}{\overrightarrow {R}}_{1\to 2}+{\overrightarrow {R}}_{3\to 2}={\overrightarrow {0}}\\{\overrightarrow {M}}_{3\to 2}(A)+{\overrightarrow {0}}={\overrightarrow {0}}\\\end{cases}}}
{\displaystyle {\mathcal {F}}(1\to 2)=-{\mathcal {F}}(3\to 2)}

### Puissance générale
De manière générale, tout solide en mouvement et subissant des efforts extérieurs peut être modélisé par 2 torseurs:
- Le torseur cinématique décrivant le mouvement {\displaystyle i/j} du solide i par rapport au repère j : {\displaystyle {\mathcal {V}}(i/j)={\overrightarrow {V}}_{i/j}={\begin{array}{lcl}\\A\end{array}}{\begin{cases}{\overrightarrow {\Omega }}_{i/j}\\{\overrightarrow {V}}_{i/j}(A)\\\end{cases}}}
- Le torseur des actions mécaniques décrivant l'action mécanique {\displaystyle i\to j} des particules i sur les particules j : {\displaystyle {\mathcal {F}}(i\to j)={\overrightarrow {M}}_{i\to j}={\begin{array}{lcl}\\A\end{array}}{\begin{cases}{\overrightarrow {R}}_{i\to j}\\{\overrightarrow {M}}_{i\to j}(A)\\\end{cases}}}

Puissance extérieure {\displaystyle {\mathcal {P}}_{ext}}
Soit un ensemble de solides (notés {\displaystyle {\mathcal {S}}_{i}} avec i un indice) qui constitue ce que l'on appelle un système (noté {\displaystyle S}). La puissance extérieure est la puissance de tous les efforts extérieurs qui s'appliquent sur le système. On se place par rapport au référentiel {\displaystyle R} qui est le référentiel de base c'est-à-dire le référentiel du laboratoire, considéré comme galiléen.
Pour calculer la puissance extérieure instantanée du système en mouvement subissant des efforts extérieurs, on calcule le comoment ({\displaystyle \odot }) des 2 torseurs :
{\displaystyle {\mathcal {P}}_{ext}={\overrightarrow {V}}_{i/j}\odot {\overrightarrow {M}}_{i\to j}={\mathcal {V}}(i/j)\odot {\mathcal {F}}(i\to j)={\begin{array}{lcl}\\A\end{array}}{\begin{cases}{\overrightarrow {\Omega }}_{i/j}\\{\overrightarrow {V}}_{i/j}(A)\\\end{cases}}\odot {\begin{array}{lcl}\\A\end{array}}{\begin{cases}{\overrightarrow {R}}_{i\to j}\\{\overrightarrow {M}}_{i\to j}(A)\\\end{cases}}}
Puissance intérieure {\displaystyle {\mathcal {P}}_{int}}

Les puissances intérieures ({\displaystyle {\mathcal {P}}_{int}}) d'un système sont les puissances entre les divers solides.
Il faut utiliser la même méthode de calcul c'est-à-dire effectuer un comoment des 2 torseurs. Seulement il faut faire très attention aux torseurs à utiliser. En effet, ce comoment s'effectue entre le torseur des efforts d'un solide sur un autre et le torseur distributeur des vitesses du solide en question par rapport à l'autre solide.

Remarques :
- C'est la formule générale. Si on considère un solide en translation ou si on considère un solide en rotation subissant un couple, on retombe sur les formules déjà précédemment énoncées.
- L'expression de ces 2 types de puissances nous amène au théorème de l'énergie cinétique : 
 {\displaystyle {\frac {dE_{c}}{dt}}\ =\sum {\mathcal {P}}_{ext}+\sum {\mathcal {P}}_{int}}

La puissance instantanée calculée de cette manière ne dépend pas du point A du solide mais le comoment doit être calculé avec les 2 torseurs exprimés au même point.

## Autre acception
Soit G un groupe. Un G-torseur (traduction littérale de l'anglais G-torsor) désigne un ensemble sur lequel G  agit de façon transitive (une seule orbite) et sans fixer aucun point.  Cela équivaut à  « oublier lequel des éléments de  G  est l'unité ». Un  G-torseur et le groupe G associé sont donc le même ensemble, mais muni de structures différentes.
L'espace affine en est un exemple pour le groupe des translations spatiales:  additionner deux points n'a aucun sens, leur différence par contre est un élément du groupe additif des translations, c'est-à-dire un vecteur. De même, les notes de la gamme dodécaphonique (avec identification des octaves) forment un G-torseur pour le groupe additif {\displaystyle \mathbb {Z} _{12}} des entiers modulo 12, les jours de la semaine pour le groupe {\displaystyle \mathbb {Z} _{7}}, etc. La droite réelle et le groupe additif des réels sont un autre exemple:  l'énergie d'un système physique n'est définie que modulo une constante arbitraire, mais les variations d'énergie sont des éléments du groupe {\displaystyle \mathbb {R} }.
La fibre d'un fibré principal est un G-torseur.
En géométrie algébrique, un torseur généralise la notion de fibré principal.